# Wollastonit
A wollastonit a szilikátásványok, azon belül a szalagszilikátok közé tartozó ásvány. Táblás. lemezes kristályai nagyobb tömegben szemcsés halmazokat alkotva jelennek meg, gyakori ikerkristályokban, átnövésekben. A monoklin kristályrendszerben való megjelenését parawollastonitnak is nevezik.Molekuláris szerkezete miatt egyes kutatók egzakt kémiai formulájának a Ca3(Si3O9) alakot tartják. Nevét William Hyde Wollaston (1766-1824) angol mineralistáról kapta, aki elsőként adta tudományos leírását. Fontos szilikátipari nyersanyag, nagyobb tömegben bányászata Kína, India, Finnország és az Egyesült Államok területén folyik.
Kémiai összetétele:
- Kalcium (Ca) = 34,5%
- Szilícium (Si) = 24,2%
- Oxigén (O) = 41,3%

## Keletkezése
Jellegzetes magas hőmérsékletű metamorf képződésű ásvány. Egyrészt kontakt zónában képződik, amikor a forró magma mészkő környezettel kerül kapcsolatba, annak kovasav tartalma széndioxid felszabadulást eredményezve hozza létre a wollastonitot. Másrészt a katametamorf zóna magas hőmérsékletén is képződik. Szkarnosodott mészkő kőzetek jellegzetes ásványa.

## Előfordulásai
- Romániában Csiklovabánya és Rézbánya (Baita) közelében és a Bánátban;
- Németországban a Hessen tartománybeli Auerbach közelében és a Fekete-erdő vidékén;
- Finnországban Pargas vidékén;
- Olaszországban a Vezúv környezetében a magmás kontakt zónákban, Róma közelében és az északi területek alpesi tájain,
- Oroszországban az Ural-hegységben és kelet-szibériai hegyekben.

Jelentős előfordulásai ismertek Kínából, Indiából és az Egyesült Államok keleti partvidékéről.
Hasznosítható telepei vannak Namíbiában és Mexikóban is.
Kísérő ásványai: kvarc, zoizit, skolecit.
Baranya vármegyében Magyaregregy közelében ismeretesek szkarnkőzetek (patakhordalékból; a szálkőzet előfordulása nem ismert). Az ércesedett  hömpölyök tartalmaznak wollastonitot, amit zoizit, diopszid, titanit és vezuvián kísér. Recsk ismert kontakt metaszomatikus hatásra kialakult szkarnos övében és a felszínközeli ércesedés kísérőjeként jellemzően az amfibol és az epidot társásványa. 